# Watsonarctia deserta
Watsonarctia deserta là một loài bướm đêm thuộc phân họ Arctiinae, họ Erebidae.